# NGC 499
NGC 499 је елиптична галаксија у сазвежђу Рибе која се налази на NGC листи објеката дубоког неба.
Деклинација објекта је + 33° 27' 35" а ректасцензија 1h 23m 11,5s. Привидна величина (магнитуда) објекта NGC 499 износи 12,2 а фотографска магнитуда 13,2. Налази се на удаљености од 67,209 милиона парсека од Сунца. NGC 499 је још познат и под ознакама IC 1686, UGC 926, MCG 5-4-38, CGCG 502-59, PGC 5060.